# カモ虎課長
カモ虎課長（かもとらかちょう）は、東京都港区虎ノ門周辺をPRしているキャラクターである。虎ノ門一丁目琴平町会および港区芝地区公認。

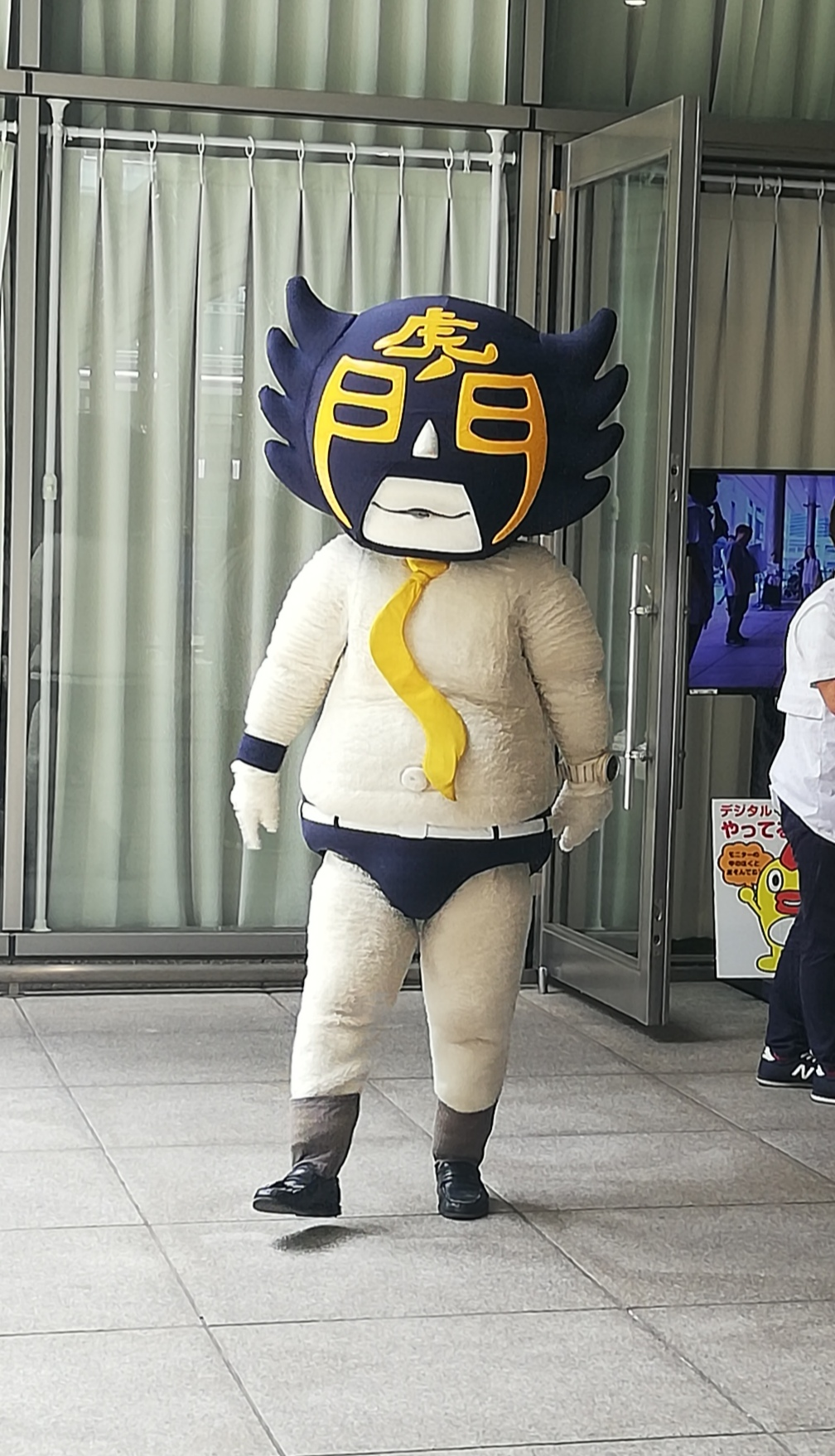
カモ虎課長 2019.06.01 日テレ汐留「そらフェス」イベントにて

## 来歴
2014年1月、Come on!!虎ノ門製作委員会がキャラクターの名前を応募し、同年4月7日に「カモ虎課長」と名付けられた。
キャラクター原案は同委員会の小野寺 学（おのでら まなぶ）によるイラスト。同委員会運営元グー・チョキ・パートナーズ株式会社代表取締役社長。

### ゆるキャラグランプリ実績
- 2014年 780位
- 2015年 606位
- 2016年 664位
- 2017年 388位
- 2018年 358位
- 2019年 158位 (1028pt)